# Molino de la Barca
El Molino de la Barca es un molino mareal ubicado en Lepe, en la provincia de Huelva (España). 

## Historia
El primer molino mareal del que se tiene referencia es en Irlanda en el siglo VII. Este tipo de infraestructuras prolifera por toda la costa atlántica de Europa durante la Edad Media y, especialmente, tras los grandes descubrimientos, cuyas vías marítimas incrementaron la necesidad de harina. Inicialmente eran propiedad de órdenes religiosas o señores nobiliarios, que los arrendaban a particulares y no son privatizados hasta los siglos XVIII-XIX. Se trata de infraestructuras integradas en el medio natural y medioambientalmente sostenibles que, no obstante, decaen por su falta de rentabilidad y productividad en el siglo XIX tras la Revolución Industrial.
En el litoral onubense se tiene constancia de molinos mareales en Gibraleón, Moguer y Ayamonte en los siglos XV y XVI.

## Descripción
El molino se ubica sobre una elevación del terreno sobre la marisma, aunque solo se conservan algunos cárcavos, una gran piedra molinera y una arcada rematada en ladrillo sobre muro. Se relaciona esta última con la compuerta de llenado de la caldera. Se sabe por los restos hallados que la capacidad molinera fue de cinco muelas.

## Localización y entorno
El molino se encuentra al norte del puente de La Barca, que sirve de cruce de la  N-431  sobre el río Piedras, del cual recibía aguas el molino. El acceso a las ruinas del mismo se realiza mediante un camino de tierra ubicado en el margen derecho del río (en el término municipal de Lepe), que se inicia en la propia carretera, sentido norte. Los últimos metros, sin embargo, deben hacerse mediante un sendero. 
Las marismas en las que se ubica el molino forman parte del Paraje natural Marismas del Río Piedras y Flecha del Rompido, espacio natural protegido desde 1989.

## Protección y estado de conservación

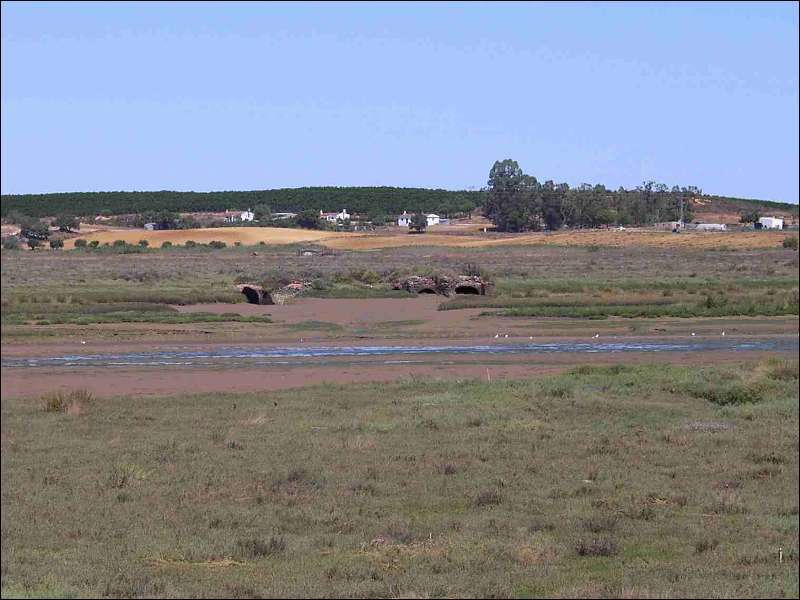

El Molino de la Barca fue inscrito en el Catálogo General del Patrimonio Histórico Andaluz, como bien inmueble de catalogación general, el 23 de junio de 2010.